# Hans Perschon
Hans Perschon – niemiecki zbrodniarz wojenny z okresu II wojny światowej. Strażnik w obozie Majdanek.
W latach 1942–44 był kierownikiem sekcji komory gazowe, jego zadaniem było także zamawiane Cyklonu B od firmy IG Farben. Był specjalistą w sprawach uśmiercania ludzi gazem. 